# Lijst van rijksmonumenten in Hemmen
De plaats Hemmen telt 13 inschrijvingen in het rijksmonumentenregister. Hieronder een overzicht.
| Object                                               | Oorspronkelijke functie?  | Bouwjaar                | Architect | Locatie             | Coördinaten?                  | Nr.?   | Afbeelding                                           |
| ---------------------------------------------------- | ------------------------- | ----------------------- | --------- | ------------------- | ----------------------------- | ------ | ---------------------------------------------------- |
| Boerderij met een door riet en pannen gedekt wolfdak | Boerderij                 | eerste helft 19e eeuw   |           | Boelenhamsestraat 9 | 51° 55' 47" NB, 5° 41' 52" OL | 36735  | Boerderij met een door riet en pannen gedekt wolfdak |
| Voormalige pastorie der hervormde kerk               | Kerkelijke dienstwoning   | 1853                    |           | Dorpstraat 2        | 51° 56' 4" NB, 5° 42' 0" OL   | 36736  | Meer afbeeldingen                                    |
| Hervormde Kerk en inventaris                         | Kerk en kerkonderdeel     | 1524 (zerk) en later    |           | Kerkplein 1         | 51° 56' 3" NB, 5° 42' 1" OL   | 36737  | Meer afbeeldingen                                    |
| Toren der hervormde kerk                             | Kerk en kerkonderdeel     | 18e of 19e eeuw         |           | Kerkplein bij 1     | 51° 56' 3" NB, 5° 42' 1" OL   | 36738  | Meer afbeeldingen                                    |
| Boerderij op T-vormige plattegrond                   | Boerderij                 | 1800 (muurankers)       |           | Molenpad 1          | 51° 56' 3" NB, 5° 42' 14" OL  | 36739  | Meer afbeeldingen                                    |
| Witgepleisterde boerderij op T-vormige plattegrond   | Boerderij                 | 18e eeuw                |           | Molenstraat 20      | 51° 56' 7" NB, 5° 42' 34" OL  | 36740  | Witgepleisterde boerderij op T-vormige plattegrond   |
| Huis te Hemmen, huisplaats met ruïne                 | Kasteel, buitenplaats     | 1757                    |           | Veldstraat          | 51° 56' 9" NB, 5° 41' 59" OL  | 514813 | Meer afbeeldingen                                    |
| Huis te Hemmen, tuin en parkaanleg                   | Tuin, park en plantsoen   | waarschijnlijk 18e eeuw |           | Veldstraat, bij     | 51° 55' 56" NB, 5° 42' 3" OL  | 514814 | Meer afbeeldingen                                    |
| Huis te Hemmen, houten toegangsbrug                  | Tuin, park en plantsoen   | 1853                    |           | Veldstraat, bij     | 51° 56' 5" NB, 5° 41' 54" OL  | 514815 | Meer afbeeldingen                                    |
| Huis te Hemmen, stenen toegangsbrug met hek          | Tuin, park en plantsoen   | 19e/20e eeuw            |           | Veldstraat, bij     | 51° 56' 5" NB, 5° 41' 54" OL  | 514816 | Meer afbeeldingen                                    |
| Huis te Hemmen, moestuinmuur                         | Tuin, park en plantsoen   | 19e eeuw                |           | Veldstraat, bij     | 51° 56' 5" NB, 5° 41' 54" OL  | 514817 | Meer afbeeldingen                                    |
| Klein Hemmen, huisplaats                             | Bijgebouwen kastelen enz. | 18e eeuw                |           | Veldstraat, bij     | 51° 55' 46" NB, 5° 41' 51" OL | 514818 | Meer afbeeldingen                                    |
| Huis te Hemmen, smeedijzeren hek                     | Tuin, park en plantsoen   | 18e eeuw                |           | Veldstraat, bij     | 51° 55' 46" NB, 5° 41' 50" OL | 514819 | Meer afbeeldingen                                    |